# Srndalje
Srndalje (en serbe cyrillique : Срндаље) est un village de Serbie situé sur le territoire de la Ville de Kruševac, district de Rasina. Au recensement de 2011, il comptait 59 habitants.

## Démographie
| 1948 | 1953 | 1961 | 1971 | 1981 | 1991 | 2002 | 2011 |
| ---- | ---- | ---- | ---- | ---- | ---- | ---- | ---- |
| 84   | 98   | 101  | 88   | 88   | 70   | 66   | 59   |

|  |